# Plestiodon inexpectatus
Plestiodon inexpectatus là một loài thằn lằn trong họ Scincidae. Loài này được Taylor mô tả khoa học đầu tiên năm 1932.

## Hình ảnh

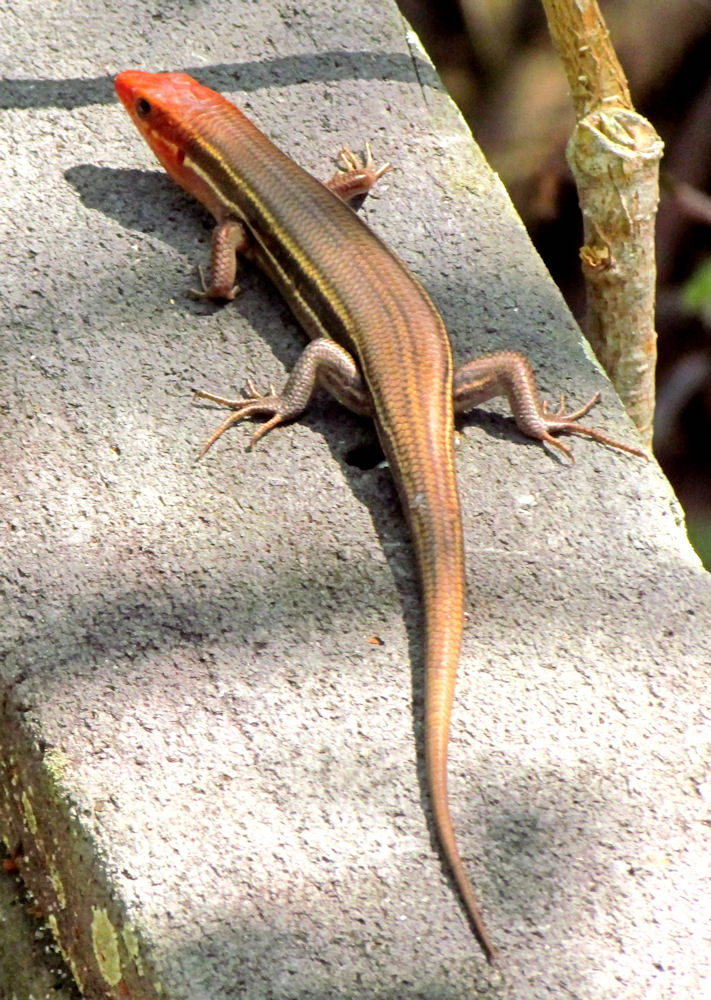
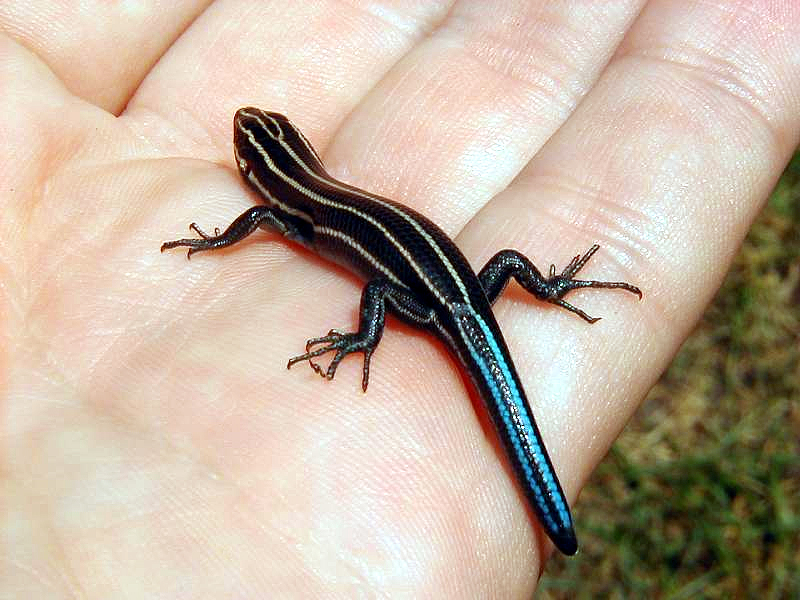
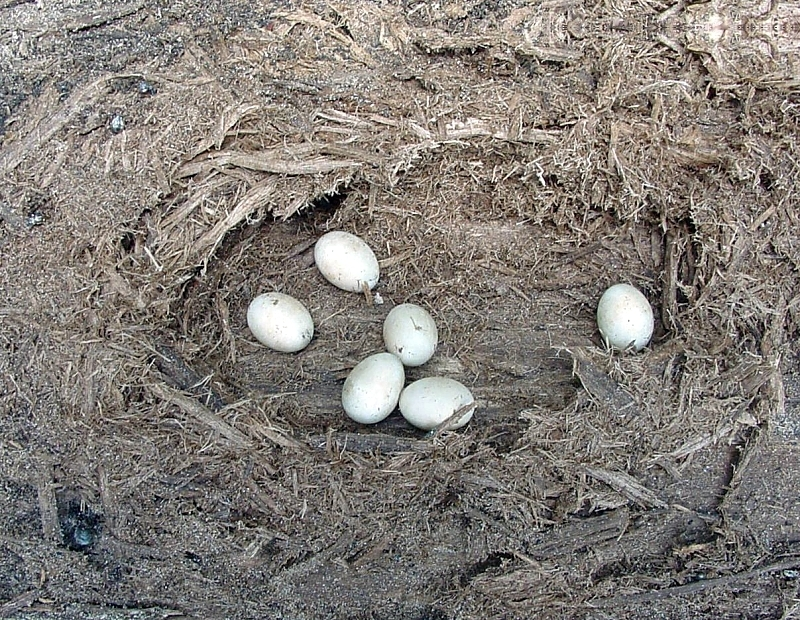
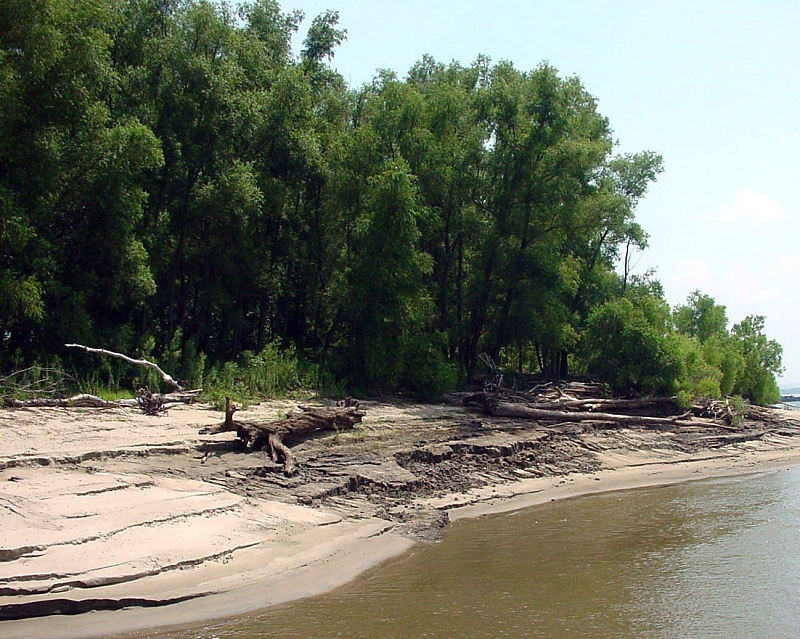